# Lerbjerg Sogn
Lerbjerg Sogn er et sogn i Favrskov Provsti (Århus Stift).
I 1800-tallet var Lerbjerg Sogn anneks til Laurbjerg Sogn. Begge sogne hørte til Galten Herred i Randers Amt. Lerbjerg Sogn tilhørte Laurbjerg-Lerbjerg Kommune fra 1842 til 1970. Kommunen blev ved kommunalreformen i 1970 delt, så Laurbjerg Sogn blev indlemmet i Langå Kommune, og Lerbjerg Sogn i Hadsten Kommune. Ved strukturreformen i 2007 blev de to sogne genforenet i Favrskov Kommune.
I Lerbjerg Sogn ligger Lerbjerg Kirke.
I sognet findes følgende autoriserede stednavne:
- Høgebjerg (areal)
- Lerbjerg (bebyggelse, ejerlav)
- Lilleå (vandareal)